# Benbow (Californie)
Pour les articles homonymes, voir Benbow (homonymie).
Benbow est une census-designated place du comté de Humboldt, dans l'État de Californie, aux États-Unis,. En 2020, elle compte une population de 422 habitants.